# Матиас-Олимпиу

Матиас-Олимпиу на карте штата.

Матиас-Олимпиу (порт. Matias Olímpio) — муниципалитет в Бразилии, входит в штат Пиауи. Составная часть мезорегиона Север штата Пиауи. Входит в экономико-статистический микрорегион Байшу-Парнаиба-Пиауиенси. Население составляет 10 473 человек на 2010 год. Занимает площадь 226,374 км². Плотность населения — 46,26 чел./км².

## Демография
Согласно сведениям, собранным в ходе переписи 2010 г. Национальным институтом географии и статистики (IBGE), население муниципалитета составляет:
| Полное население                               | Полное население                               | Полное население                               | Полное население                               | 10 473 |
| ---------------------------------------------- | ---------------------------------------------- | ---------------------------------------------- | ---------------------------------------------- | ------ |
| в том числе:                                   | Городское население                            | 4796                                           | Процент городского населения, %                | 45,79  |
|                                                | Сельское население                             | 5677                                           | Процент сельского населения, %                 | 54,21  |
|                                                | Мужское население                              | 5266                                           | Процент мужского населения, %                  | 50,28  |
|                                                | Женское население                              | 5207                                           | Процент женского населения, %                  | 49,72  |
| Плотность населения, чел/км²                   | Плотность населения, чел/км²                   | Плотность населения, чел/км²                   | Плотность населения, чел/км²                   | 46,26  |
| Население муниципалитета в % к населению штата | Население муниципалитета в % к населению штата | Население муниципалитета в % к населению штата | Население муниципалитета в % к населению штата | 0,34   |

По данным оценки 2016 года, население муниципалитета составляет 10 718 жителей.

## Статистика
- Валовой внутренний продукт на 2003 год составляет 12 117 914 реалов (данные: Бразильский институт географии и статистики).
- Валовой внутренний продукт на душу населения на 2003 год составляет 1186,17 реалов (данные: Бразильский институт географии и статистики).
- Индекс развития человеческого потенциала на 2000 год составляет 0,544 (данные: Программа развития ООН).